# 志賀大士
志賀 大士（しが ひろし、1972年4月7日 - ）は、元TBSアナウンサーで、現在はTBSテレビコンテンツ制作局バラエティ制作一部（旧:制作局バラエティー制作部）のテレビプロデューサー。大分県別府市出身。別府市立山の手中学校、大分県立別府青山高等学校、獨協大学経済学部卒業。身長182cm、血液型O型。

## 略歴
- 1996年4月、TBS（現TBSHD）にアナウンサー31期生として入社（同期入社には小笠原亘・木村郁美・広重玲子）[1][2]。スポーツ（野球、陸上、バスケットボールなど）[3][4][5]・情報番組やラジオ番組などを担当していた。
- 2005年、本人の不祥事[要出典]の後、TBSテレビ制作局バラエティー制作センター（旧：制作3部）所属。
- 2014年、一部の番組でマネージメントプロデューサーを担当し、現在に至る。

## 制作番組
- プロデューサー
  - CDTVライブ！ライブ！（以前は担当プロデューサー）
  - 水曜日のダウンタウン（以前は担当プロデューサー）
  - ふるさとの未来（以前は担当プロデューサー）
  - ランファンQUEST
- 担当プロデューサー
  - 歌のゴールデンヒット
- 協力プロデューサー
  - 音楽の日

### 過去の制作番組
- 中居正広の金曜日のスマたちへ（演出）
- 月光音楽団（プロデューサー）
- Coming Soon!!（プロデューサー）
- 第二アサ秘ジャーナル（ディレクター）
- 水トク!「第45回日本有線大賞」（2012年11月14日、大阪中継演出）ファルコン
- 火曜曲!（AP、アシスタントプロデューサー）
- アーティスト （プロデューサー）
- UTAGE!（マネージメントプロデューサー）
- Sing! Sing! Sing!（マネージメントプロデューサー）
- Momm!!（マネージメントプロデューサー）
- ライブB♪（マネージメントプロデューサー）
- 別冊アサ秘ジャーナル（プロデューサー）
- 中居大輔と本田翼と夜な夜なラブ子さん（担当プロデューサー）
- 中居正広の金曜日のスマイルたちへ（以前はマネージメントプロデューサー→担当プロデューサー）
- 賞金奪い合いネタバトル ソウドリ〜SOUDORI〜（担当プロデューサー）
- ハロウィン音楽祭（担当プロデューサー）
- 傑作!新作!さんまの夢かなえたろうか特別編（2020年5月31日、マネージメントプロデューサー）
- クリスマス音楽祭（プロデューサー）
- 生放送で満点出せるか100点カラオケ音楽祭（担当プロデューサー）
- CDTVサタデー（担当プロデューサー）

## 過去の出演番組
- TBSアナウンサー時代含む

### テレビ
- ワンダフル（1997年9月 - 1999年7月）[3][4]
- あさがけウォッチ!
  - いちばん!
- ベストタイム
- i-SPORTS（BS-i）

### ラジオ
- B-BREAK![3][4]
- 週間有線カウントダウン[3][4]
- BREAK OUT MUSIC
- デジタル怪傑頭巾デジ虫
- スポーツBOMBER![3][4]
- TBSオフィシャルランキング